# Valence-d'Albigeois
 Valence-d'Albigeois là một xã thuộc tỉnh Tar trong vùng Occitanie ở phía nam nước Pháp. Xã này nằm ở khu vực có độ cao trung bình 464 mét trên mực nước biển.